# Narcissus fosteri
Narcissus fosteri är en amaryllisväxtart som beskrevs av Irwing. Narcissus fosteri ingår i släktet narcisser, och familjen amaryllisväxter.
Artens utbredningsområde är Spanien. Inga underarter finns listade i Catalogue of Life.